# Lamazière-Basse
Lamazière-Basse è un comune francese di 300 abitanti situato nel dipartimento della Corrèze nella regione della Nuova Aquitania.

## Società

### Evoluzione demografica
Abitanti censiti